# Clean Week 2020 Trophy
Il Clean Week 2020 è stata una competizione automobilistica svoltasi sul Circuito di Zolder, riservata a veicoli alimentati tramite fonti di energia alternativa e inserita negli anni 2010 e 2011 nel programma del Campionato del mondo FIA energie alternative. L'edizione 2010 è stata vinta da Raymond Durand, mentre l'edizione 2011 da Massimo Liverani in coppia con Alessandro Talmelli su Fiat Croma JTD.

## Albo d'oro
| Edizione | Vincitore        |
| -------- | ---------------- |
| 2010     | Raymond Durand   |
| 2011     | Massimo Liverani |